# Clarence Valley
Clarence Valley är en kommun i Australien. Den ligger i delstaten New South Wales, i den sydöstra delen av landet, omkring 490 kilometer norr om delstatshuvudstaden Sydney. Antalet invånare var 50 671 vid folkräkningen 2016.
Följande samhällen finns i Clarence Valley:
- South Grafton
- Grafton
- Yamba
- Maclean
- Coutts Crossing
- Glenreagh
- Lawrence
- Copmanhurst
- Eatonsville
- Ilarwill
- Cowper
- Pillar Valley
- Newton Boyd
- Hernani
- Kungala
- Dundurrabin